# UCI Asia Tour 2016
El UCI Asia Tour 2016 fue la duodécima edición del calendario ciclístico internacional asiático. Se inició el 21 de enero de 2016 con el Campeonato Asiático de Ciclismo en Ruta en Japón y finalizó el 20 de noviembre del mismo año en China, con el Tour de Fuzhou.

## Equipos
Los equipos que pueden participar en las diferentes carreras dependen de la categoría de las mismas. A mayor nivel de una carrera pueden participar equipos de más nivel. Los equipos UCI ProTeam, solo pueden participar de las carreras .HC y .1 pero tienen cupo limitado para competir, y los puntos que logran sus ciclistas no van a la clasificación. 
| Categoría      | Categoría                       | Equipos |
| -------------- | ------------------------------- | --- |
| .HC            | 1.HC (Carrera de un día)        | * ProTeam (max 65%) * Profesionales Continentales * Continentales * Selecciones nacionales                 |
| .HC            | 2.HC (Carrera de varios días)   | * ProTeam (max 65%) * Profesionales Continentales * Continentales * Selecciones nacionales                 |
| .1             | 1.1 (Carrera de un día)         | * ProTeam (max 50%) * Profesionales Continentales * Continentales * Selecciones nacionales                 |
| .1             | 2.1 (Carrera de varios días)    | * ProTeam (max 50%) * Profesionales Continentales * Continentales * Selecciones nacionales                 |
| .2             | 1.2 (Carrera de un día)         | * Profesionales Continentales * Continentales * Selecciones nacionales * Selecciones regionales * Amateurs |
| .2             | 2.2 (Carrera de varios días)    | * Profesionales Continentales * Continentales * Selecciones nacionales * Selecciones regionales * Amateurs |
| .Ncup (sub-23) | 1.Ncup (Carrera de un día)      | * Selecciones nacionales * Selecciones mixtas                                                              |
| .Ncup (sub-23) | 2.Ncup (Carrera de varios días) | * Selecciones nacionales * Selecciones mixtas                                                              |

## Calendario
Las siguientes son las carreras que componen el calendario UCI Asia Tour aprobado por la UCI

### Enero
| Fecha | Carrera                                 | Cat. | Ganador                    | Equipo                 |
| ----- | --------------------------------------- | ---- | -------------------------- | ---------------------- |
| 20    | Campeonato Asiático Contrarreloj Sub-23 | CC   | Maral-erdene Batmunkh      | Selección de Mongolia  |
| 21    | Campeonato Asiático Contrarreloj        | CC   | Cheung King Lok            | Selección de Hong Kong |
| 23    | Campeonato Asiático en Ruta Sub-23      | CC   | Mahdi Rajabikaboodcheshmeh | Selección de Irán      |
| 24    | Campeonato Asiático en Ruta Elite       | CC   | Cheung King Lok            | Selección de Hong Kong |

### Febrero
| Fecha | Carrera           | Cat. | Ganador                     | Equipo           |
| ----- | ----------------- | ---- | --------------------------- | ---------------- |
| 3-6   | Tour de Dubái     | 2.HC | Marcel Kittel               | Etixx-Quick Step |
| 8-12  | Tour de Catar     | 2.HC | Mark Cavendish              | Dimension Data   |
| 16-21 | Tour de Omán      | 2.HC | Vincenzo Nibali             | Astana           |
| 18-21 | Tour de Filipinas | 2.2  | Oleg Zemlyakov              | Vino 4ever SKO   |
| 24-2  | Tour de Langkawi  | 2.HC | Reinardt Janse van Rensburg | Dimension Data   |

### Marzo
| Fecha | Carrera        | Cat. | Ganador       | Equipo                |
| ----- | -------------- | ---- | ------------- | --------------------- |
| 6-10  | Tour de Taiwán | 2.1  | Robbie Hucker | Avanti IsoWhey Sports |

### Abril
| Fecha | Carrera           | Cat. | Ganador       | Equipo        |
| ----- | ----------------- | ---- | ------------- | ------------- |
| 1-6   | Tour de Tailandia | 2.2  | Benjamin Hill | Attaque Gusto |

### Mayo
| Fecha | Carrera                 | Cat. | Ganador             | Equipo           |
| ----- | ----------------------- | ---- | ------------------- | ---------------- |
| 11-14 | Tour de Banyuwangi Ijen | 2.2  | Jai Crawford        | Kinan            |
| 13-18 | Tour de Irán            | 2.1  | Mirsamad Pourseyedi | Tabriz Shahrdari |
| 19-23 | Tour de Flores          | 2.2  | Daniel Whitehouse   | Terengganu       |
| 29-5  | Tour de Japón           | 2.1  | Óscar Pujol         | Ukyo             |

### Junio
| Fecha | Carrera        | Cat. | Ganador     | Equipo             |
| ----- | -------------- | ---- | ----------- | ------------------ |
| 5-12  | Tour de Corea  | 2.1  | Grega Bole  | Nippo-Vini Fantini |
| 16-19 | Tour de Kumano | 2.2  | Óscar Pujol | Ukyo               |

### Julio
| Fecha | Carrera                | Cat. | Ganador        | Equipo    |
| ----- | ---------------------- | ---- | -------------- | --------- |
| 17-30 | Vuelta al Lago Qinghai | 2.HC | Serhi Lahkuti  | Kolss-BDC |
| 30    | Tour de Jakarta        | 1.2  | Ryan Macanally | Pegasus   |

### Agosto
| Fecha | Carrera           | Cat. | Ganador           | Equipo          |
| ----- | ----------------- | ---- | ----------------- | --------------- |
| 6-14  | Tour de Singkarak | 2.2  | Amir Kolahdozhagh | Pishgaman Giant |

### Septiembre
| Fecha | Carrera          | Cat. | Ganador          | Equipo                      |
| ----- | ---------------- | ---- | ---------------- | --------------------------- |
| 1-3   | Tour de Hokkaido | 2.2  | Nariyuki Masuda  | Utsunomiya Blitzen          |
| 9-16  | Tour de China I  | 2.1  | Raffaello Bonusi | Androni Giocattoli-Sidermec |
| 18-25 | Tour de China II | 2.1  | Marco Benfatto   | Androni Giocattoli-Sidermec |

### Octubre
| Fecha | Carrera                            | Cat. | Ganador         | Equipo            |
| ----- | ---------------------------------- | ---- | --------------- | ----------------- |
| 2     | Tour de Almaty                     | 1.1  | Alexey Lutsenko | Astana            |
| 18-22 | Jelajah Malaysia                   | 2.2  | Arvin Moazemi   | Pishgaman Giant   |
| 20-23 | Tour de Abu Dhabi                  | 2.HC | Tanel Kangert   | Astana            |
| 22-30 | Tour de Hainan                     | 2.HC | Alexey Lutsenko | Astana            |
| 23    | Japan Cup Cycle Road Race          | 1.HC | Davide Villella | Cannondale-Drapac |
| 25-28 | Sharjah Tour                       | 2.1  | Adil Jelloul    | Sky Dive Dubai    |
| 29    | Copa de los Emiratos Árabes Unidos | 1.1  | Siarhei Papok   | Minsk CC          |

### Noviembre
| Fecha | Carrera             | Cat. | Ganador         | Equipo                       |
| ----- | ------------------- | ---- | --------------- | ---------------------------- |
| 2     | Tour de Yancheng    | 1.2  | Jakub Mareczko  | Wilier Triestina-Southeast   |
| 5-12  | Tour del Lago Taihu | 2.1  | Leonardo Duque  | Delko Marseille Provence KTM |
| 13    | Tour de Okinawa     | 1.2  | Nariyuki Masuda | Utsunomiya Blitzen           |
| 16-20 | Tour de Fuzhou      | 2.1  | Arvin Moazemi   | Pishgaman Giant              |

## Clasificaciones parcales
- Nota: Las clasificaciones parciales (Junio) hasta el momento son:[4]

### Individual
La integran todos los ciclistas que logren puntos pudiendo pertenecer tanto a equipos amateurs como profesionales, inclusive los equipos UCI WorldTeam.
| Posición | Ciclista             | Puntos |
| -------- | -------------------- | ------ |
| 1.º      | Mark Cavendish       | 800    |
| 2.º      | Peter Sagan          | 600    |
| 3.º      | Giacomo Nizzolo      | 488    |
| 4.º      | Edvald Boasson Hagen | 455    |
| 5.º      | Alexander Kristoff   | 425    |
| 6.º      | Tom Boonen           | 400    |
| 7.º      | King Lok Cheung      | 365    |
| 8.º      | Tony Martin          | 350    |
| 9.º      | Vincenzo Nibali      | 343    |
| 10.º     | Mirsamad Pourseyedi  | 333    |

| 11.º | Bandera de ? |  |
| 12.º | Bandera de ? |  |
| 13.º | Bandera de ? |  |
| 14.º | Bandera de ? |  |
| 15.º | Bandera de ? |  |
| 16.º | Bandera de ? |  |
| 17.º | Bandera de ? |  |
| 18.º | Bandera de ? |  |
| 19.º | Bandera de ? |  |
| 20.º | Bandera de ? |  |

### Equipos
A partir de 2016 y debido a cambios reglamentarios, todos los equipos profesionales entran en esta clasificación, incluso los UCI WorldTeam que hasta la temporada anterior no puntuaban. Se confecciona con la sumatoria de puntos que obtenga un equipo con sus 8 mejores corredores en la clasificación individual. La clasificación también la integran equipos que no estén registrados en el continente.
| Posición | Equipo                | Puntos |
| -------- | --------------------- | ------ |
| 1.º      | Pishgaman Giant Team  | 915    |
| 2.º      | Tabriz Shahrdari Team | 884    |
| 3.º      | Kolss-BDC Team        | 794    |
| 4.º      | Vino 4-ever           | 631    |
| 5.º      | Team Ukyo             | 571    |

| 6.º  | Bandera de ? |  |
| 7.º  | Bandera de ? |  |
| 8.º  | Bandera de ? |  |
| 9.º  | Bandera de ? |  |
| 10.º | Bandera de ? |  |

### Países
Se confecciona mediante los puntos de los 10 mejores ciclistas de un país, no solo los que logren en este Circuito Continental, sino también los logrados en todos los circuitos. E incluso si un corredor de un país de este circuito, solo logra puntos en otro circuito (Europa, America, África, Oceanía), sus puntos van a esta clasificación.
| Posición | País          | Puntos |
| -------- | ------------- | ------ |
| 1.º      | Irán          | 1587   |
| 2.°      | Kazajistán    | 1451   |
| 3.º      | Japón         | 884    |
| 4.º      | Corea del Sur | 718    |
| 5.º      | Hong Kong     | 555    |

| 6.º  |
| 7.º  |
| 8.º  |
| 9.º  |
| 10.º |

### Países sub-23
| Posición | País          | Puntos |
| -------- | ------------- | ------ |
| 1.º      | Corea del Sur | 381    |
| 2.º      | Kazajistán    | 362    |
| 3.º      | Irán          | 173    |
| 4.º      | Hong Kong     | 140    |
| 5.º      | Mongolia      | 125    |

## Evolución de las clasificaciones
| Fecha            | Clasificación individual | Clasificación por equipos | Clasificación por países | Clasificación por países sub-23 |
| ---------------- | ------------------------ | ------------------------- | ------------------------ | ------------------------------- |
| 31 de enero      | King Lok Cheung          | Lampre-Merida             | Japón                    | Corea del Sur                   |
| 28 de febrero    | King Lok Cheung          | Dimension Data            | Japón                    | Corea del Sur                   |
| 31 de marzo      | King Lok Cheung          | Dimension Data            | Japón                    | Corea del Sur                   |
| 30 de abril      | King Lok Cheung          | Tabriz Shahrdari Team     | Irán                     | Corea del Sur                   |
| 31 de mayo       | Mirsamad Pourseyedi      | Tabriz Shahrdari Team     | Irán                     | Corea del Sur                   |
| 30 de junio      | Mirsamad Pourseyedi      | Tabriz Shahrdari Team     | Irán                     | Corea del Sur                   |
| 31 de julio      | Mirsamad Pourseyedi      | Tabriz Shahrdari Team     | Irán                     | Corea del Sur                   |
| 31 de agosto     | King Lok Cheung          | Tabriz Shahrdari Team     | Irán                     | Corea del Sur                   |
| 30 de septiembre | King Lok Cheung          | Tabriz Shahrdari Team     | Irán                     | Corea del Sur                   |
| 31 de octubre    | Mark Cavendish           | Tabriz Shahrdari Team     | Irán                     | Corea del Sur                   |
| 30 de noviembre  | Mark Cavendish           | Pishgaman Giant Team      | Irán                     | Corea del Sur                   |
| Final            | Mark Cavendish           | Pishgaman Giant Team      | Irán                     | Corea del Sur                   |